# David Seaman
David Andrew Seaman MBE (n. 19 septembrie 1963) este un fost portar de fotbal, cunoscut pentru perioada în care a jucat la Arsenal. S-a retras pe 13 ianuarie 2004, din cauza accidentărilor la umăr tot mai dese. I s-a acordat Ordinul Imperiului Britanic în 1997 pentru servicii aduse sportului.

## Titluri

### Team
Cu Arsenal
First Division Championship/FA Premier League: 
- Câștigător: 1990–1991, 1997–1998, 2001–2002
- Locul secund: 998–1999, 1999–2000, 2000–2001, 2002–2003

FA Cup: 
- Câștigător: 1993, 1998, 2002, 2003
- Finalist: 2001

League Cup: 
- Câștigător: 1992–1993

FA Community Shield:
- Câștigător: 1991 (împărțit), 1998, 1999, 2002
- Locul secund: 1993

Cupa Cupelor UEFA: 
- Câștigător: 1994
- Locul secund: 1995

Cupa UEFA
- Finalist: 2000

Supercupa Europei
- Locul secund: 1994

### Meciuri la națională
| Anglia | Anglia  | Anglia |
| An     | Meciuri | Goluri |
| ------ | ------- | ------ |
| 1988   | 1       | 0      |
| 1989   | 1       | 0      |
| 1990   | 1       | 0      |
| 1991   | 4       | 0      |
| 1992   | 2       | 0      |
| 1993   | 3       | 0      |
| 1994   | 4       | 0      |
| 1995   | 5       | 0      |
| 1996   | 11      | 0      |
| 1997   | 6       | 0      |
| 1998   | 9       | 0      |
| 1999   | 8       | 0      |
| 2000   | 7       | 0      |
| 2001   | 5       | 0      |
| 2002   | 8       | 0      |
| Total  | 75      | 0      |

## Legături externe
- David Seaman la IMDb
- David Seaman la Goalkeeping Museum Arhivat în 5 decembrie 2008, la Wayback Machine.